# Éditions P.O.L
Pour les articles homonymes, voir POL.
Les Éditions P.O.L, ou (rarement) POL Éditeur, est une maison d'édition française créée en 1983 par Paul Otchakovsky-Laurens (« P. O.-L. »). Détenue à 88 % par le groupe d'édition Gallimard, elle est aujourd'hui dirigée par Frédéric Boyer.

## Historique
Son père le peintre Zelman Otchakovsky, connu sous le nom de Zelman meurt alors que son fils est nourrisson. Sa mère le confie à une cousine habitant Sablé-sur-Sarthe qui l’adopte. Paul Otchakovsky ajoutera son nom, Laurens, à son état civil.
Paul Otchakovsky-Laurens a d'abord travaillé aux éditions Flammarion, où Henri Flammarion lui confie en 1973 la collection « Textes », avant de créer sa propre collection, baptisée P.O.L, chez Hachette Livre en 1977. Il crée finalement sa propre maison d'édition, les éditions P.O.L, en 1983, en publiant deux livres : Le Livre des ciels de Leslie Kaplan et L'Invention du corps de saint Marc de Richard Millet.
En 1984, Marguerite Duras devient directrice d'une collection nommée « Outside » dans laquelle elle publie de nouveaux auteurs, notamment Catherine de Richaud, Nicole Couderc et Jean Pierre Ceton (Rapt d'amour, mars 1986). L'essor de la maison d'édition dans les années 1990 est dû principalement au succès de deux romans, Truismes de Marie Darrieussecq et La Maladie de Sachs de Martin Winckler.
En 2003, Antoine Gallimard qui depuis 1994 était actionnaire du capital pour un tiers, devient majoritaire en portant sa participation à 88 % : « Je l'ai fait par amitié et par respect. POL est un artisan rigoureux, intransigeant, indépendant. La littérature a besoin d'hommes tels que lui. » L'acquisition de capital se fait à l'amiable, le fondateur conservant son siège de PDG et le pouvoir de décision. 
Paul Otchakovsky-Laurens décède le 2 janvier 2018 à Marie-Galante (Guadeloupe) dans un accident de voiture. En mai de la même année, Frédéric Boyer, jusque-là directeur éditorial chez Bayard et auteur publié chez P.O.L, lui succède.
P.O.L Éditeur est établi au 33, rue Saint-André-des-Arts, dans le sixième arrondissement de Paris, traditionnellement associé au monde de l'édition parisienne.

## Logo
Le logo de la maison d'édition, constitué de sept pastilles, quatre noires et trois blanches, évoque le ko, en référence au jeu de go que pratiquait Georges Perec,.

## Catalogue
P.O.L Éditeur a bâti un catalogue éclectique, allant de la littérature expérimentale au roman plus traditionnel, basé sur les goûts de son fondateur et de haute tenue littéraire. La maison est reconnue pour sa production importante de pièces de théâtre et de recueils de poésie : pour la poésie, Marc Cholodenko — douze titres publiés de 1985 à 2009 — ; pour le théâtre, Valère Novarina : vingt-neuf titres de 1984 à 2010. Olivier Cadiot, Pierre Alferi et d'autres dramaturges de chez P.O.L sont également présents aux festivals, notamment en 2010 au Festival d'Avignon.
Au fil des années, de nouvelles collections et de nouvelles revues apparaissent. En 1992, la maison d'édition lance Trafic, revue trimestrielle traitant de l'actualité du cinéma, créée par le critique Serge Daney, et en 2000 la revue Cahier critique de poésie en collaboration avec le Centre international de poésie Marseille. En 2003, pour fêter ses vingt ans d'existence, P.O.L Éditeur crée une collection destinée à de très jeunes lecteurs, PetitPOL, dans laquelle on retrouve des auteurs comme Bénédicte Guettier et Antonin Louchard. En 2004, en collaboration avec l'auteur Raphaël Majan, une collection de romans policiers est lancée : P.O.L ar.

### Auteurs du catalogue
Liste non exhaustive d'auteurs publiés par P.O.L Éditeur :
- Santiago Amigorena
- René Belletto
- Olivier Bouillère
- Frédéric Boyer
- Emmanuelle Bayamack-Tam
- Sébastien Brebel
- Renaud Camus
- Emmanuel Carrère
- Théo Casciani
- Anne-James Chaton
- Marc Cholodenko
- Dennis Cooper
- Marie Darrieussecq
- Marie Depussé
- Suzanne Doppelt
- Marguerite Duras
- Guillaume Dustan
- Rochelle Fack
- Nicolas Fargues
- Élisabeth Filhol
- Dominique Fourcade
- Gérard Gavarry
- Iegor Gran
- Michelle Grangaud
- Bénédicte Guettier
- Joseph Guglielmi
- P.N.A. Handschin
- Charles Juliet
- Leslie Kaplan
- Patrick Lapeyre
- Camille Laurens
- Fred Léal
- Nathalie Léger
- Mathieu Lindon
- François Matton
- Dominique Meens
- Danielle Mémoire
- Jonas Mekas
- Bernard Noël
- Valère Novarina
- Daniel Oster
- Emmanuelle Pagano
- Georges Perec
- Anne Portugal
- Christian Prigent
- Nathalie Quintane
- Atiq Rahimi
- Catherine de Richaud
- Jean Rolin
- Jean Louis Schefer
- Orion Scohy
- Christophe Tarkos
- Frédéric Valabrègue
- Nicolas Vatimbella
- Martin Winckler
- Julie Wolkenstein
- Mircea Cărtărescu
- Etienne Rigal
- Claude Simon

## Prix littéraires
Liste non exhaustive d'œuvres récompensées :
- 1988 : prix France Culture pour Journal du regard de Bernard Noël
- 1998 : prix du Livre Inter pour La Maladie de Sachs de Martin Winckler.
- 2000 : prix Femina pour Dans ces bras-là de Camille Laurens.
- 2002 : prix Marguerite-Duras pour L'Origine rouge de Valère Novarina.
- 2003 : prix Trente millions d'amis pour Vie du chien Horla de Renaud Camus.
- 2008 : prix Goncourt pour Syngué sabour. Pierre de patience d'Atiq Rahimi.
- 2008 : prix Wepler pour Les Mains gamines d’Emmanuelle Pagano.
- 2010 : prix Femina pour La vie est brève et le désir sans fin de Patrick Lapeyre.
- 2010 : prix France Culture - Télérama pour La Centrale d'Élisabeth Filhol.
- 2011 : prix Sade pour Le Coprophile de Thomas Hairmont.
- 2011 : prix Médicis pour Ce qu'aimer veut dire de Mathieu Lindon.
- 2011 : prix France Culture-Télérama pour Tu verras de Nicolas Fargues.
- 2011 : prix Renaudot pour Limonov d'Emmanuel Carrère[9].
- 2013 : prix Médicis pour Il faut beaucoup aimer les hommes de Marie Darrieussecq[10].
- 2013 : prix Alexandre-Vialatte pour Si tout n'a pas péri avec mon innocence d'Emmanuelle Bayamack-Tam[11]
- 2015 : prix Médicis pour Titus n'aimait pas Bérénice de Nathalie Azoulai
- 2016 : prix de Flore pour Double Nationalité de Nina Yargekov